# Maurice V. Wilkes

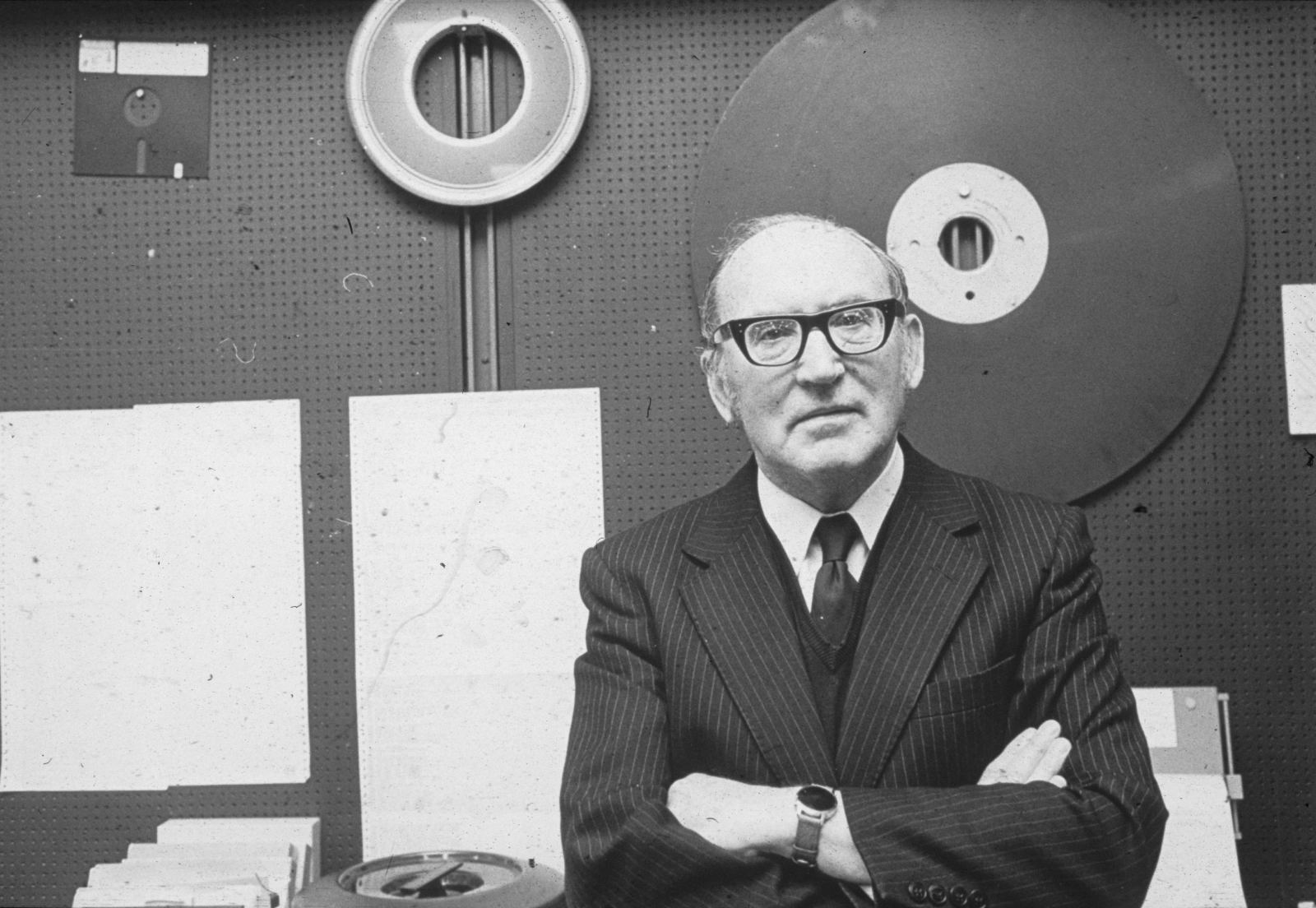
Maurice V. Wilkes 1980

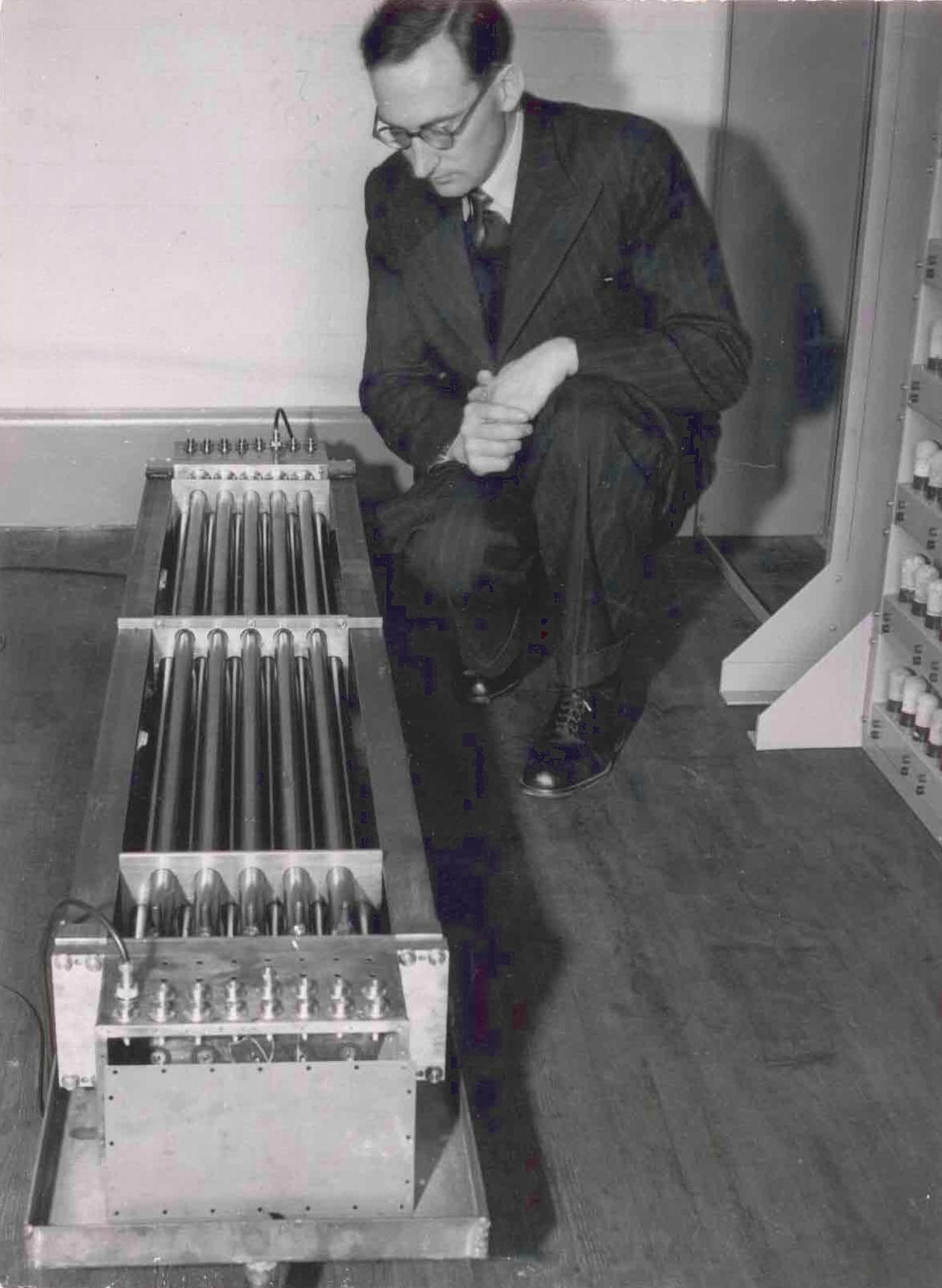
Wilkes ca. 1949 beim Bau des EDSAC

Sir Maurice Vincent Wilkes (* 26. Juni 1913 in Dudley; † 29. November 2010 in Cambridge) war ein britischer Informatiker und Physiker. 1967 erhielt er den Turing Award, 1992 den Kyoto-Preis.

## Leben
Wilkes studierte am St John’s College (Bachelor 1934) und dem Cavendish-Laboratorium (Master 1936, Ph.D. 1937, Dissertation über die Ausbreitung von Radiowellen in der Ionosphäre) der University of Cambridge Physik. Danach war er zunächst als wissenschaftlicher Assistent am Mathematical Laboratory, dem neu geschaffenen Computerlabor der University of Cambridge, tätig. Nach dem Kriegsdienst als Radarbauingenieur von 1939 bis 1945 wurde er zum Leiter des Computerlabors ernannt. Er bekam dort 1946 einen eintägigen Einblick in John von Neumanns von Leslie John Comrie nach England gebrachten First Draft of a Report on the EDVAC und besuchte daraufhin die Moore School of Electrical Engineering an der University of Pennsylvania für einige Vorlesungen zum Design digitaler Computer. Er lernte Douglas Hartree, Howard Hathaway Aiken, Herman H. Goldstine, John William Mauchly und John Presper Eckert kennen und diskutierte mit ihnen die Zukunft der Computer. Zurück in Cambridge verbrachte er die nächsten Jahre mit der Konstruktion der EDSAC, dem ersten praktischen Computer mit gespeichertem Programm. Er blieb bis 1980 der Leiter des Ende der 1960er Jahre in Computer Laboratory umbenannten Instituts, und war ab 1965 zudem Professor für Computertechnologie.
Daneben war Wilkes von 1957 bis 1960 Gründungsmitglied und erster Präsident der British Computer Society, von 1980 bis 1986 Berater bei der Digital Equipment Corporation, von 1981 bis 1985 außerplanmäßiger Professor am MIT, von 1991 bis 1994 Ratsmitglied der ACM, und von 1986 bis 2002 Berater im Olivetti Research Strategy Board (ab 1997 Olivetti & Oracle Research Lab, ab 1999 AT&T Laboratories).
1951 stellte er auf einer Konferenz und im (unter anderem mit David Wheeler geschriebenen) ersten Buch zur Programmierung die Mikroprogrammierung vor. Ab 1974 befasste er sich mit Netzwerktechnologie und entwarf eine der ersten Ausprägungen eines Token Rings (Cambridge Ring) sowie 1980 zusammen mit Roger Needham das Client-Server-System Cambridge Model Distributed System.
Er starb im November 2010 im Alter von 97 Jahren in Cambridge.
Ihm zu Ehren wird der Maurice Wilkes Award der ACM vergeben.

## Auszeichnungen (Auswahl)
- 1950: Fellow des St John’s College
- 1956: Fellow der Royal Society
- 1967: Turing Award
- 1973: Fellow der British Computer Society
- 1974: Auslands-Ehrenmitglied der American Academy of Arts and Sciences
- 1976: Fellow der Royal Academy of Engineering
- 1977: Foreign Associate der National Academy of Engineering
- 1979: Foreign Corresponding Member der Real Academia de Ciencias Exactas, Físicas y Naturales, Madrid
- 1980: Eckert-Mauchly Award von ACM und IEEE; Foreign Associate der National Academy of Sciences
- 1981: Faraday-Medaille der Institution of Electrical Engineers und W. Wallace McDowell Award
- 1982: Harold Pender Award
- 1988: C&C-Preis der NEC Corporation
- 1992: Kyoto-Preis
- 1994: Fellow der ACM
- 1997: John-von-Neumann-Medaille und (mit Tom Kilburn) Mountbatten-Medaille
- 2000: Knight Bachelor
- 2001: Fellow des Computer History Museum
- Ehrendoktortitel: Newcastle University, University of Hull, University of Kent, City University London, University of Bath, Universität von Amsterdam, Ludwig-Maximilians-Universität München, Technische Universität München, Universität Linköping, University of Cambridge und University of Pennsylvania

## Schriften (Auswahl)
- Mit Stanley Gill und David Wheeler: Preparation of Programs for an Electronic Digital Computer. Addison-Wesley, 1951.
- Time-sharing Computer Systems. Macdonald, London 1968; American Elsevier, New York 1968. Auch deutsch im Carl Hanser Verlag, München 1970.